# 尼科馬 (伊利諾伊州)
尼科馬（英語：Nekoma）是位於美國伊利諾伊州亨利縣的一個非建制地區。該地的面積和人口皆未知。

## 地理
尼科馬的座標為41°10′22″N 90°11′19″W / 41.17278°N 90.18861°W，而該地的平均海拔高度為247米（即810英尺）。